# 후량 (오호 십육국)
후량(後涼 386년~403년)은 중국 오호십육국시대 저족 여광에 의해 건국된 나라이다. 원래 국명은 량(凉)이지만 같은 이름을 가진 나라가 많아 후량이라 구분하여 부른다.

## 역사
후량의 건국자 여광은 저족 출신으로 전진의 장군이었다. 383년, 여광은 부견의 명을 받아 서역 원정을 떠났다. 1월부터 원정길을 시작하여 하서회랑을 진군, 384년 7월 구자국을 정벌하고 서역 대부분을 영향권 아래 두었다. 이때 여광은 서역에 널리 이름이 알려진 승려 구마라습의 신병을 확보하였다. 이 당시 전진의 부견은 비수대전에서 패배하여 몰락하고 전진은 혼란에 빠져 있었는데, 혼란으로 인해 교통이 두절되어 여광은 이 소식을 알지 못하였다. 서역 평정 이후에 부견의 명령이 오지 않자 불안을 느낀 여광은 휘하 장병 및 구마라습의 희망에 따라 정벌을 멈추고 385년, 본국으로 귀환을 시작하였다. 양주에 도착한 여광은 전진의 양주자사 양희(梁熙)를 격파하고 양주를 장악하였으며 사실상의 독립 정권을 세웠다.
386년 9월 여광은 부견의 사망 소식을 전해 듣고 부견에게 시호를 올리고 연호를 고쳤다. 뒤이어 주천공을 자칭하였으니, 일반적으로 이 시기부터 후량이 건국된 것으로 본다. 이 당시 양주에서는 전량 왕실의 후예인 장대예(張大豫)가 반란을 일으켜 하서회랑 일대를 장악하였는데 이 반란으로 여광은 서역과 교통이 단절되어 큰 곤란을 겪었다. 여광은 387년 말에 반란을 진압하는 데 성공하였으며 389년에 삼하왕(三河王)을 자칭하였다. 양주 일대의 여러 세력들을 복속시킨 여광은 걸복부의 서진과 대립하였다. 396년에는 국호를 대량(大凉)으로 정하고 천왕을 자칭하였다.
397년, 여광은 서진을 대대적으로 공격하여 금성을 점령하였다. 그러나 독발부의 독발오고가 거병하여 금성을 점령하였고, 뒤이어 단업·저거몽손 등이 반란을 일으켜 하서회랑 서쪽을 장악하였으며, 수도 고장(姑臧, 지금의 감숙성 무위시)에서도 반란이 일어났다. 이 반란의 결과 독발오고는 남량을 건국하였고, 단업은 북량을 건국하여 양주는 분열되었다. 여광은 수도에서 일어난 반란을 진압하는 데 성공하였으나, 남량과 북량을 정벌하지는 못하였다.
399년에 여광은 병으로 태자 여소에게 선위한 후 곧 사망하였다. 여소는 곧 이복형 여찬에게 살해되었고 여찬이 천왕에 즉위하였다. 여찬은 남량과 북량을 적극적으로 공격하였으나, 남량과 북량의 공조 체제로 인해 원정에 나서면 후방을 공격당하여 모두 실패하였다. 또한 주색에 빠진 여찬은 국정을 소홀히하여 후량의 국력은 크게 쇠퇴하였다. 401년, 여찬은 사촌동생 여초(呂超)에게 살해되었고, 여초의 형 여륭이 황제로 옹립되었다.
여륭의 치세에서도 후량은 계속 쇠퇴하여 남량과 북량의 침입을 받았으며, 후진의 침입으로 결정적인 타격을 받았다. 여륭은 후진에 복속하여 건강공(建康公)에 봉해졌다. 후진의 군대가 물러가자, 다시 남량과 북량의 침략이 이어졌고, 여륭은 견디다 못해 403년, 후진에 완전히 항복하여 나라를 넘겼다.

## 같이 보기
- 간쑤성

| 대수  | 묘호             | 시호                              | 휘             | 연호                                                                       | 재위기간      | 능호           |
| ----- | ---------------- | --------------------------------- | -------------- | -------------------------------------------------------------------------- | ------------- | -------------- |
| -     | -                | 경소황제 (景昭皇帝) (의무제 추숭) | 여파루(呂婆樓) | -                                                                          | -             | -              |
| 제1대 | 양 태조 (凉太祖) | 의무황제 (懿武皇帝)               | 여광(呂光)     | 태안(太安) 386년 ~ 389년 인가(麟嘉) 389년 ~ 396년 용비(龍飛) 396년 ~ 399년 | 386년 ~ 399년 | 고릉(高陵)     |
| 제2대 | -                | 폐황제 (廢皇帝) (은왕<隱王>)      | 여소(呂紹)     | -                                                                          | 399년         | -              |
| 제3대 | -                | 영황제 (靈皇帝)                   | 여찬(呂簒)     | 함녕(咸寧) 399년 ~ 401년                                                   | 399년 ~ 401년 | 백석릉(白石陵) |
| -     | -                | 문황제 (文皇帝) (말제 추숭)       | 여보(呂寶)     | -                                                                          | -             | -              |
| 제4대 | -                | 말황제 (末皇帝) (건강공<建康公>)  | 여륭(呂隆)     | 신정(神鼎) 401년 ~ 403년                                                   | 401년 ~ 403년 | -              |